# Cloruro de metileno
El cloruro de metileno o diclorometano es un líquido incoloro con fórmula química CH2Cl2, posee un leve aroma dulce y no se presenta de forma natural en el medio ambiente. 
Es ampliamente utilizado como disolvente, tanto industrialmente como a escala de laboratorio, o para eliminar pintura o limpiar distintas partes de un computador. También puede encontrarse en algunos aerosoles y pesticidas y se usa en la manufactura de películas fotográficas. También se utiliza en la fabricación de removedores en gel. Es un compuesto ampliamente utilizado como intermediario en distintas rutas de síntesis orgánica.

## Aplicaciones
- Industria del café, para la producción del café descafeinado.[2]

## Producción
El diclorometano se produce mediante la reacción de metano o cloro metano con cloro gaseoso a temperaturas entorno 400-500 °C. En estas condiciones se producen progresivamente una serie de productos con cada vez mayor proporción de cloro:
CH4 + Cl2 →CH3Cl + HCl
CH3Cl + Cl2 → CH2Cl2 + HCl
CH2Cl2 + Cl2 → CHCl3 + HCl
CHCl3 + Cl2 → CCl4 + HCl
El resultado de esta reacción es una combinación de clorometano (CH3Cl), diclorometano (CH2Cl2), cloroformo (CHCl3) y tetracloruro de carbono (CCl4), que son destilados para su separación.
La primera referencia sobre la síntesis de diclorometano se remite al químico francés Henri Victor Regnault (1810-1878) quien en 1839 lo aisló a partir de una mezcla de clorometano (CH3Cl) y gas cloro (Cl2) que había sido previamente expuesto a la luz solar.

## El diclorometano en el medio ambiente
El cloruro de metileno puede ser liberado al medio ambiente por distintas razones relacionadas con la actividad antropogénica. Cerca de la mitad del cloruro de metileno en el aire desaparece en 53 a 127 días. El dicloruro de metileno NO se disuelve en agua, pero se pueden encontrar pequeñas cantidades en el agua potable. Es improbable que se acumule en plantas o en animales.

## En juguetes térmodinámicos
Debido a su bajo punto de ebullición y alta presión el diclorometano se emplea como agente de intercambio de calor dentro de los denominados juguetes termodinámicos tales como el pájaro bebedor.